# Dolichopeza (Sinoropeza) postica
Dolichopeza (Sinoropeza) postica is een tweevleugelige uit de familie langpootmuggen (Tipulidae). De soort komt voor in het Oriëntaals gebied.